# Heterotopia (filosofia)
Heterotopia és un concepte desenvolupat pel filòsof francès Michel Foucault amb el propòsit de descriure la naturalesa de certs espais culturals, institucionals o discursius que, d'alguna manera, són altres o no hegemònics: pertorbadors, intensos, incompatibles, contradictoris o transformadors. Les heterotopies s'entenen com a mons inserits en un altre, i que fan de mirall a la vegada que d'imatge distorsionada d'allò que es troba fora, de manera que en cert sentit són la materialització de l'utopia, o almenys d'allò imaginari. Foucault fa servir uns quants exemples: vaixells, cementiris, bordells, presons, els jardins de l'antigor, fires o banys turcs, entre d'altres. La noció d'heterotopia rep especial atenció en la seva obra en tres ocasions entre 1966 i 1967. La seva exposició del terme més coneguda té com a context una xerrada que va donar per a un grup d'arquitectes. D'altra banda, la seva primera menció d'aquest concept és al prefaci a L'ordre de les coses, on fa més referència a textos que no pas a espais socioculturals.

## Etimologia
El mot heterotopia segueix el mateix patró dels conceptes utopia i distopia. El prefix hetero- prové del grec clàssic ἕτερος (héteros: "altre, diferent"), combinat amb el morfema grec τόπος (topos: "lloc"), significant així doncs "lloc altre", en el sentit de lloc que és entès com pertanyent a una alteritat. Una "utopia", en canvi, és una idea o una imatge que no és real però representa una versió perfeccionada de la societat, com podria ser l'obra del mateix nom de Thomas More o les il·lustracions de Le Corbusier. En paraules de Russell Mead, "[una] utopia és un lloc on tot és bo; [una] distopia és un lloc on tot és dolent; [una] heterotopia és on les coses són diferents - és a dir, un conjunt els membres del qual no tenen o tenen poques connexions intel·ligibles els uns amb els altres".

## A l'obra de Foucault
Michel Foucault empra el terme hétérotopie en el sentit de llocs que disposen de diverses capes de sentit o relacions amb altres llocs que no són perceptibles a primera vista. En general, una heterotopia és una descripció física o aproximació d'una utopia, o un espai paral·lel (com podria ser-ho una presó) que conté cossos indesitjables que no podrien produir un espai utòpic veritable.
Foucault connecta les nocions d'utopia i heterotopia fent servir la metàfora del mirall. Un mirall és una utopia perquè la imatge que s'hi reflecteix és un "lloc sense lloc", un lloc irreal i virtual que permet que un conegui la seva pròpia visibilitat. Però el mirall també és una heterotopia, en el sentit que és un objecte real. L'heterotopia del mirall és, simultàniament, real de manera absoluta, relacionat amb l'espai real al seu voltant, a la vegada que absolutament irreal, ja que crea una imatge virtual.
Al prefaci a Les paraules i les coses (publicat en francès el 1966), Michel Foucault dibuixa una possible contraposició entre les idees d'utopia i heterotopia en el context d'un relat de Jorge Luis Borges (El idioma analítico de John Wilkins), en el qual s'exploren possibilitats de llenguatge i categorització de paraules, éssers i la resta de coses descriptibles per part d'una hipotètica cultura "xinesa": 
Les utopies consolen: ja que si no disposen d'un lloc real, es desenvolupen en un espai meravellós i llis; despleguen ciutats d'amples avingudes, jardins ben disposats, comarques fàcils, encara que el seu accés sigui quimèric. Les heterotopies inquieten, sense dubte, perquè minen secretament el llenguatge, perquè impedeixen de nombrar això i allò, perquè trenquen els noms comuns o els emboliquen, perquè arruïnen d'entrada la "sintaxi" i no només aquella que construeix les frases —aquella menys evident que fa "mantenir units" (a un costat o al davant d'altres) els mots i les coses. És per això que les utopies permeten les fàbules i els discursos: es troben en el fil recte del llenguatge, en la dimensió fonamental de la fabula; les heterotopies (com les que tant sovint es troben en Borges) assequen el propòsit, aturen els mots en ells mateixos, desafien, des de l'arrel, tota possibilitat de gramàtica; desfermen els mites i emboliquen d'esterilitat el lirisme de les frases.:

### Característiques i tipologies
Foucault n'estableix sis principis:
- Les heterotopies es troben en tota cultura en forma de manifestacions diverses, diferents segons si es tracta de societats modernes o primitives.
- Una mateixa heterotopia pot veure com el seu significat es transmuta amb el temps.
- L'heterotopia pot juxtaposar en un sol lloc diversos espais que serien incompatibles en el món real. Un jardí podria ser una heterotopia, si és un espai real amb la intencionalitat de ser un microcosmos d'entorns diferents, amb plantes provinents d'arreu del món.

- En el si d'una heterotopia hi habita una heterocronia: una ruptura amb el temps real. Dit d'una altra manera, l'heterotopia arriba a les seves possibilitats últimes quan aquells qui la realitzen trenquen amb la cronologia tradicional.

- L'heterotopia es pot obrir i tancar: fet que l'aïlla, la fa accessible i penetrable al mateix temps.

- Les heterotopies tenen una funció determinada a altres espais de les societats: són espais d'il·lusió però també de perfecció.[4]

D'altra banda, el filòsof categoritza en diverses manifestacions les heterotopies i espais que exhibeixen significats dobles.
- Una "heterotopia de crisi" és un espai autònom com un internat o una habitació d'hotel decarretera on activitats com el trànsit a l'edat adulta o una lluna de mel tenen lloc. Foucault descriu aquesta tipologia com a "reservada als individus que, amb relació a la societat i a l'entorn humà que habiten, es troben en situació de crisi." També els anuncia com espais que estan desapareixent de la societat, substituïts per les heterotopies de desviació.

- Les "heterotopies de desviació" són institucions on es confinen individus el comportament dels quals es troba fora de la normalitat (hospitals, manicomis, presons, residències d'ancians, el cementiri).

- Les "heterotopies del temps", com ara els museus, guarden en un sol lloc objectes de totes les èpoques i estils. Existeixen temporalment però també fora del temps, en tant que construïts i preservats per a combatre els estralls del pas del temps.

- Les "heterotopies de ritual o purificació" són espais aïllats i penetrables, però no lliurement accessibles com ho podria ser un espai públic: requereixen un ritual o codificació gestual com en una sauna o un hammam, o bé són espais d'ingrés no voluntari, com és el cas de les presons.

- Com s'ha dit, heterotopia posseeix una funció en relació amb la resta d'espais. Aquestes poden ser qualificades d'"heterotopia de la il·lusió", que crea un espai il·lusori que apunta a la realitat de l'espai real, i "heterotopia de compensació" que crea un espai que és real, a la vegada que "altre".

Les anàlisis de Foucault sobre les heterotopies apareixen en un article titulat Des espaces autres ("Espais altres"). El filòsof demana una societat on existeixin multitud d'heterotopies, no simplement com a lloc que inclogui diferents espais o una afirmació de la diferència, sinó que serveixin de mitjà d'escapatòria de l'autoritarisme o la repressió. Metafòricament, diu que si el vaixell és l'heterotopia màxima, una societat sense vaixells seria inherentment una societat rerepressiva, en clara referència a l'estalinisme.

## En altres autors
En geografia humana relacionada amb les escoles del postmodernisme s'ha estat utilitzant el terme (i les idees que Foucault en va extreure) per il·lustrar l'aparició contemporània de la diferència cultural -social, política o econòmica- i de la identitat com a temes centrals en grans ciutats multiculturals. La idea de lloc (que sovint es fa servir amb relació a qüestions ètniques o de gènere, i menys sovint a temes de classe) com a entitat heterotòpica ha anat guanyant acceptació en la crítica postmoderna i postestructuralista actual, així com en les pràctiques polítiques que se'n deriven, en el context de la geografia i altres ciències socials que comprenen l'espai. El concepte d'heterotopia també s'ha relacionat amb l'espai on té lloc l'aprenentatge. Ha sorgit un intens debat amb teòrics com ara David Harvey que sostenen que la dominació de classe roman el determinant central de l'heteronomia social.
El geògraf Edward Soja ha treballat sobre aquest concepte en diàleg amb l'obra de Henri Lefebvre que tematitza l'espai urbà en el seu llibre Thirdspace. El mateix Lefebvre l'havia emprat al seu llibre La producció de l'espai, però amb un sentit diferent al que li atorga Foucault. Per a Lefebvre, l'heterotopia es defineix com a part del sistema conceptual tripartit de l'espai urbà: utopia, isotopia, heterotopia. Allò urbà és considerat per l'autor com un moviment incessantment renovat de la univificació de les diferències que envolten centralitats urbanes puntuals. Una centralitat organitza l'espai al seu voltant segons un ordre relativament homogeni que forma una isotopia (espai similar). El fenomen urbà s'estén també fins a llocs que en difereixen, centralitats oposades als espais isotòpics, és a dir, les heterotopies.
Mary Franklin-Brown utilitza el concepte en un context epistemològic per analitzar les enciclopèdies del segle xiii de Vincent de Beauvais i de Ramon Llull, entensos com a espais conceptuals on s'hi troben moltes formes de conèixer reunides sense voluntat d'establir-ne una d'unitària.
Hye Jean Chung aplica el concepte d'heterotopia per descriure les múltiples capes d'espacialitat i temporalitat en nous mitjans audiovisuals digitals. Una percepció heterotòpica dels mitjans digitals seria, segons Chung, considerar l'estructura de treball global del capitalisme multinacional que produeix les representacions audiovisuals de diferents espacio-temporalitats.

## En literatura
El concepte d'heterotopia ha tingut cert impacte en la literatura, especialment en el camp de la ciència-ficció, i altres gèneres especulatius i fantàstics. En aquest sentit s'ha parlat dels mons de China Miéville i d'altres escriptors de weird fiction com a heterotopies en el sentit de mons de diferència radical transparent o indiferent als seus habitants. La novel·la de Samuel Delany Trouble on Triton (1976) porta el subtítol d'una "heterotopia ambigua" en referència, i parcial diàleg amb Ursula K. Le Guin i la seva novel·la de ciència-ficció Els desposseïts', subtitulada "Una utopia ambigua".

## Textos secundaris
- Dehaene, Michiel; De Cauter, Lieven, eds. (2008). Heterotopia and the City: Public Space in a Postcivil Society. New York: Routledge.
- Preucel, Robert W.; Matero, Frank G. (2008). "Placemaking on the Northern Rio Grande: A View from Kuaua Pueblo". In Rubertone, Patricia E. Archaeologies of Placemaking: Monuments, Memories, and Engagement in Native North America. Left Coast Press. pp. 81–99.